# El Zapote, Arandas
El Zapote är en ort i Mexiko.   Den ligger i kommunen Arandas och delstaten Jalisco, i den centrala delen av landet, 400 km väster om huvudstaden Mexico City. El Zapote ligger 2 113 meter över havet och antalet invånare är 101.
Terrängen runt El Zapote är platt åt sydväst, men åt nordost är den kuperad. Runt El Zapote är det ganska glesbefolkat, med 34 invånare per kvadratkilometer. Närmaste större samhälle är San Julián, 16,5 km norr om El Zapote. I omgivningarna runt El Zapote växer huvudsakligen savannskog.